# كاتدرائية سيغوفيا

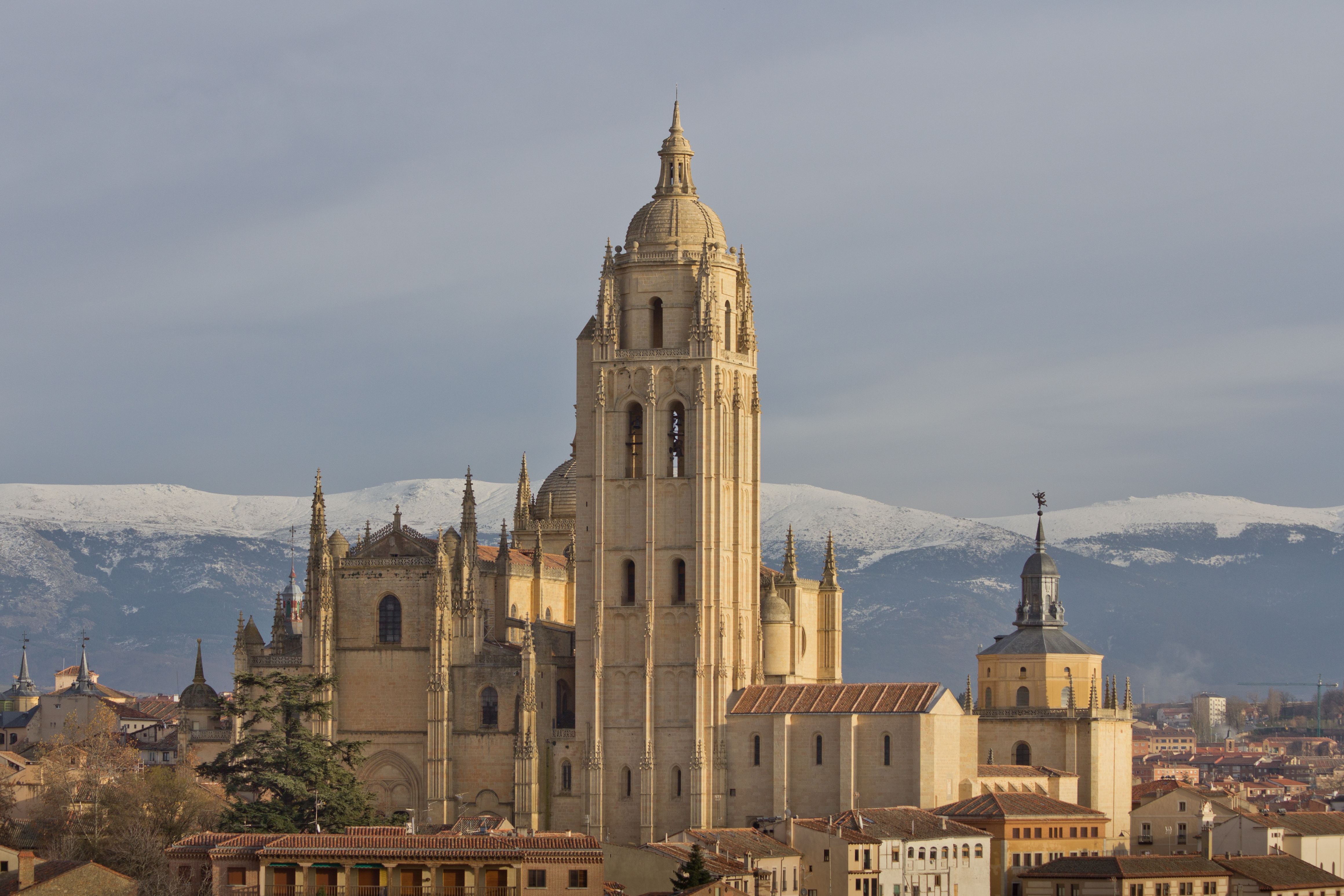
كاتدرائية سيغوفيا.

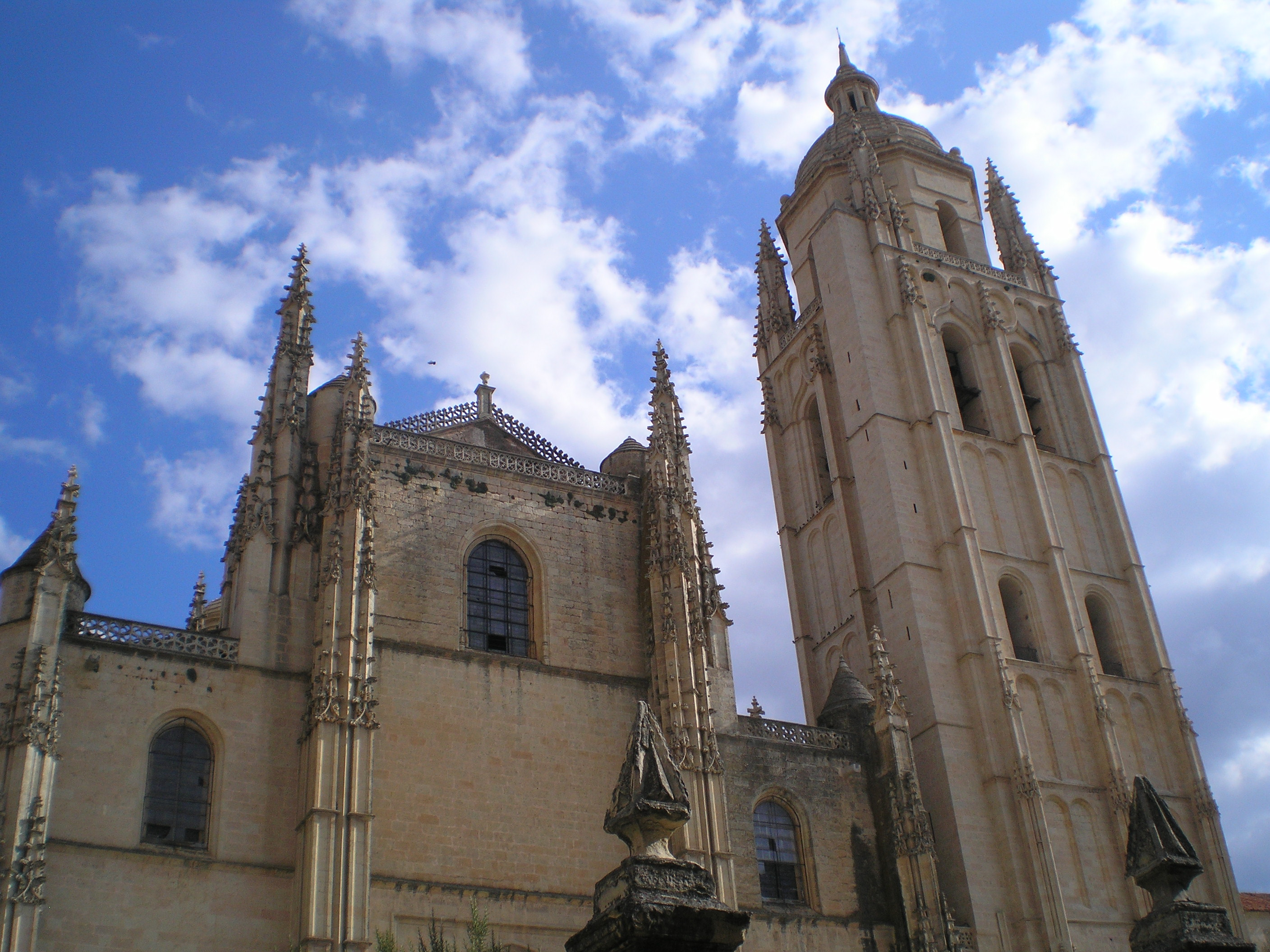
منظر للواجهة.

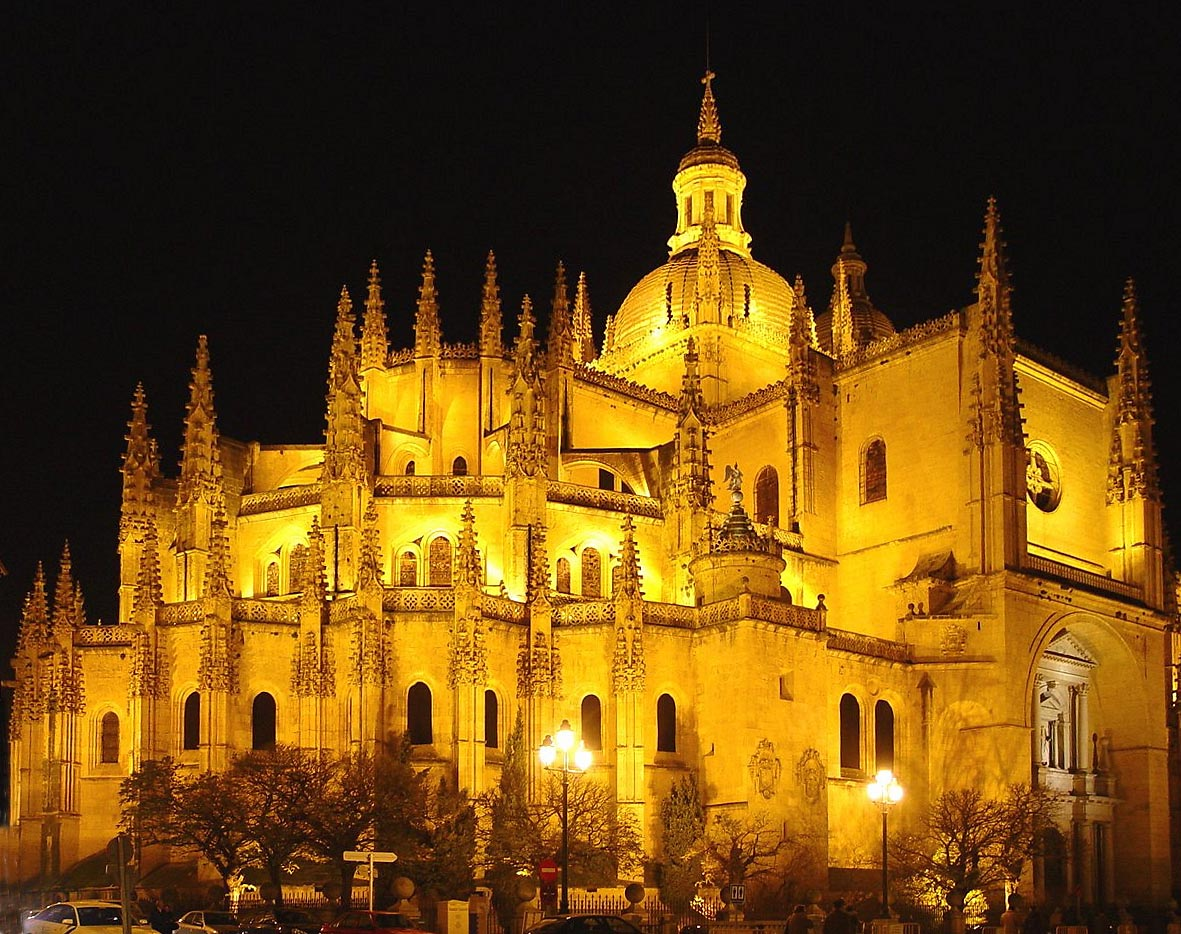
كاتدرائية سيغوفيا في الليل.

كاتدرائية سيغوفيا (بالإنجليزية: Segovia Cathedral)‏ هي كاتدرائية كاثوليكية رومانية على الطراز القوطي تقع في الساحة الرئيسية (بلازا مايور) في مدينة سيغوفيا، في مجتمع قشتالة ليون، إسبانيا. تم بناء الكنيسة، المخصصة لمريم العذراء، على الطراز القوطي في منتصف القرن السادس عشر.
بنيت الكاتدرائية الضخمة بين 1525-1577 على الطراز القوطي المتأخر، وعفا عليها الزمن في أماكن أخرى في أوروبا. كانت كاتدرائية سيغوفيا السابقة تقف بجوار الكازالر، وقد استخدمتها الجيوش الملكية في الدفاع عن الأخيرة ضد الحصار. كان المتمردون کومونیروس عازمين على أخذ الكاتدرائية لحماية آثارها المقدسة، واستخدام موقفها ضد جدران الكازار من أجل هزيمة المدافعين. في تبادل شهير، حث مسؤولو المدينة البارزون الكومونيروس على وقف هجماتهم على الكنيسة، قائلين إن عليهم أن ينظروا في ظلم هدم معبد فخم للغاية أثناء شن الحرب ضد أولئك الذين يخدمون ملكهم، دافعوا عن الكازار. لكن نداءهم وقع في آذان صماء، وأجاب الكومونيروس: ِإغليشا عصر دي لا سيوداد (الكنيسة تابعة للمدينة). بعد حصار مرير استمر لأشهر، كانت الكاتدرائية ترقد.

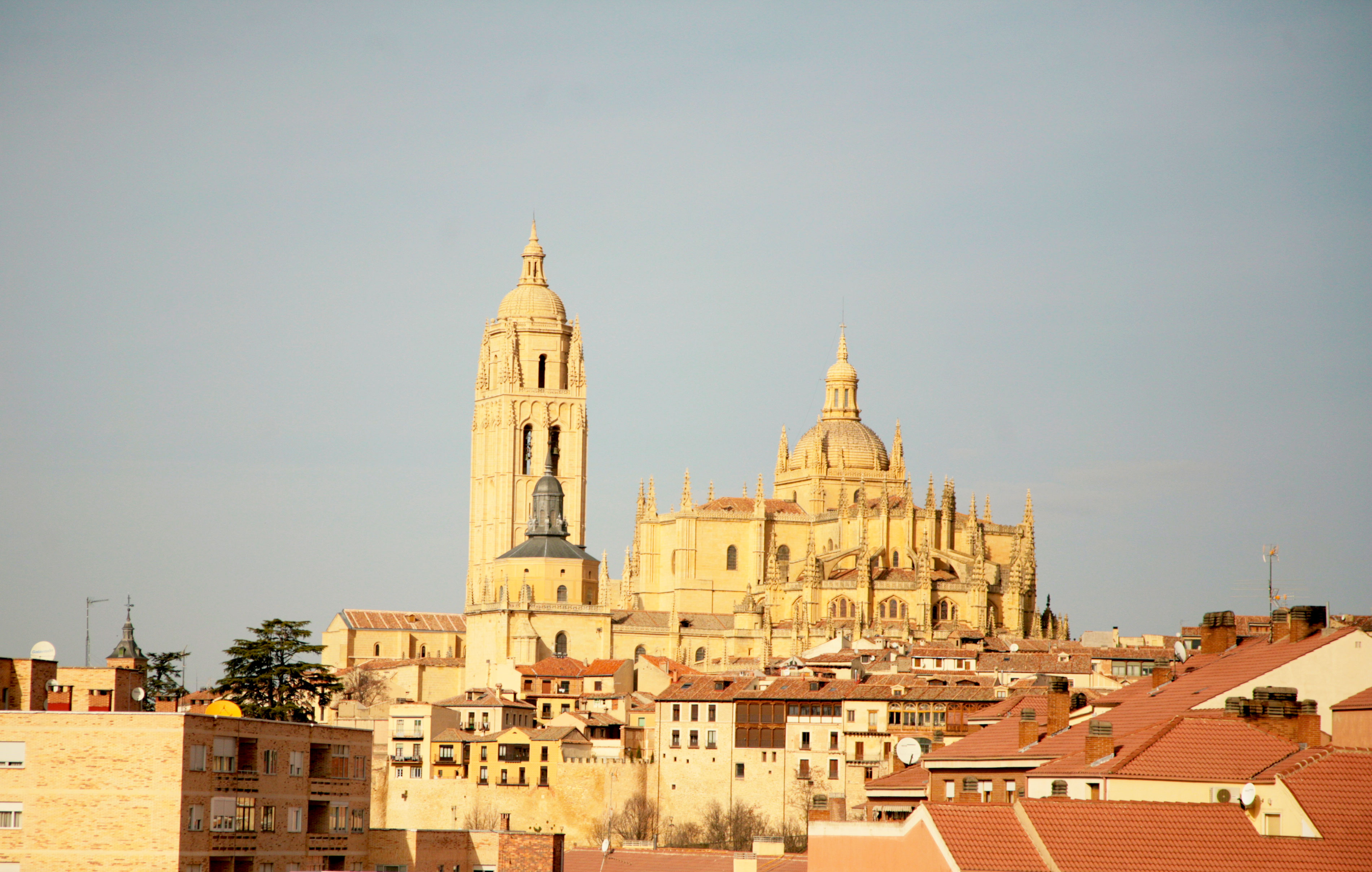
منظر عام لكاتدرائية سيغوفيا و قشتالة وليون

## تاريخ

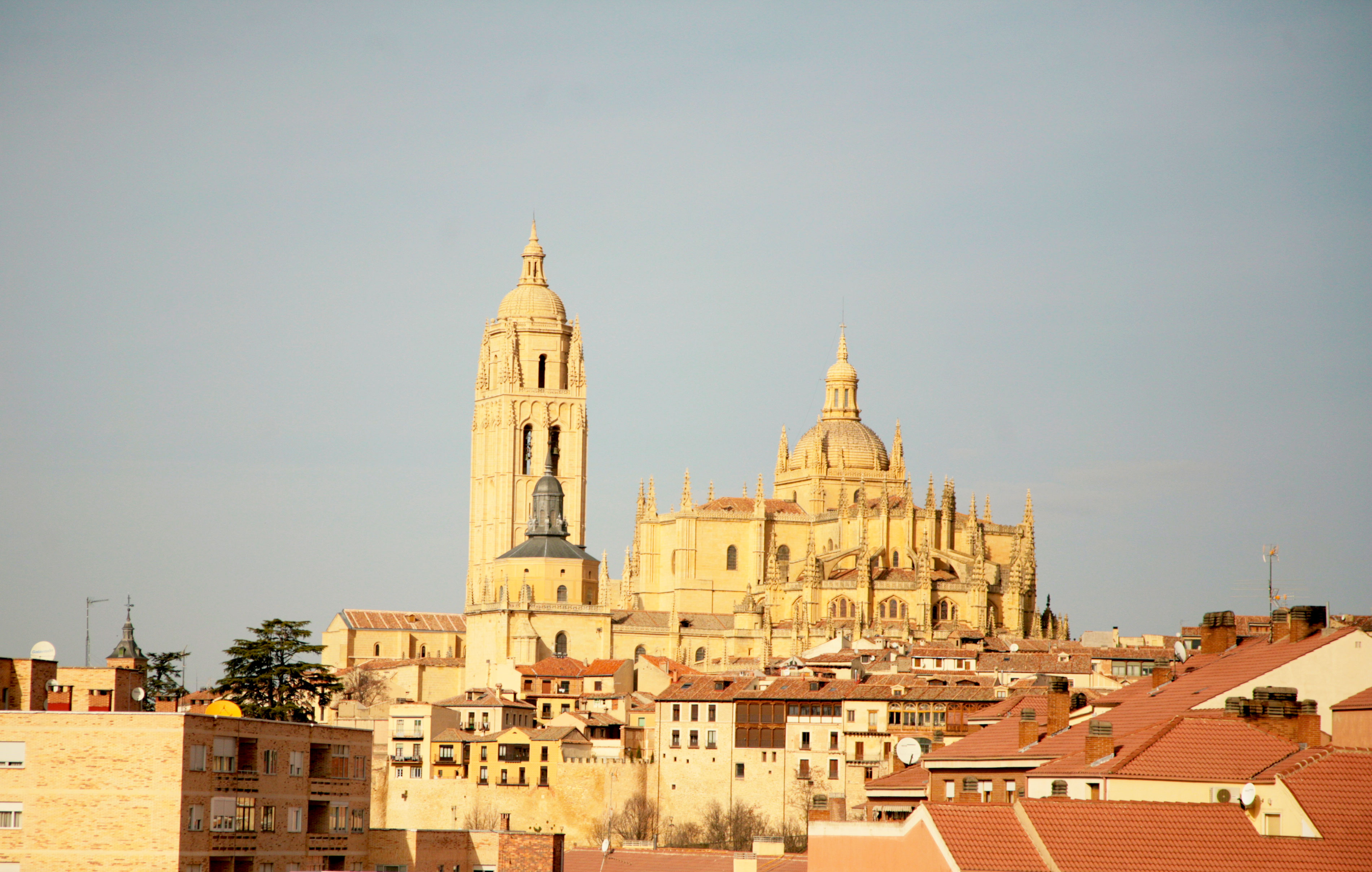
قشتالة وليون وإسبانيا والحي اليهودي المحيط بالمدينة

بسبب مخاوف من تكرار الاعتداء، تم نقل الكاتدرائية إلى الموقع الحالي وتم بناؤها باستخدام تصميم من قبل البناء تراسمران يدعى خوان جيل دي هونتانون، واستمر العمل من قبل ابنه رودريغو جيل دي هونتانون.
يتميز هيكل المبنى بثلاثة أقبية طويلة وعربة متنقلة، مع نوافذ زخرفية دقيقة والعديد من النوافذ الزجاجية الملونة. يتميز الجزء الداخلي بوحدة الأناقة (القوطية المتأخرة)، باستثناء القبة، التي بنيت حوالي عام 1630 بواسطة بيدرو دي بريزويلا. يبلغ ارتفاع الأقبية القوطية 33 مترا وعرضها 50 مترا وطولها 105. يصل برج الجرس إلى حوالي 90 مترًا. أقيمت البرج الحجري الحالي الذي يتوج البرج، والذي يعود إلى عام 1614، بعد حريق كبير تسببت فيه عاصفة رعدية. تم بناء البرج الأصلي، القوطي تمامًا، من الماهوجني الأمريكي، وكان له هيكل هرمي، وكان أطول برج في إسبانيا.

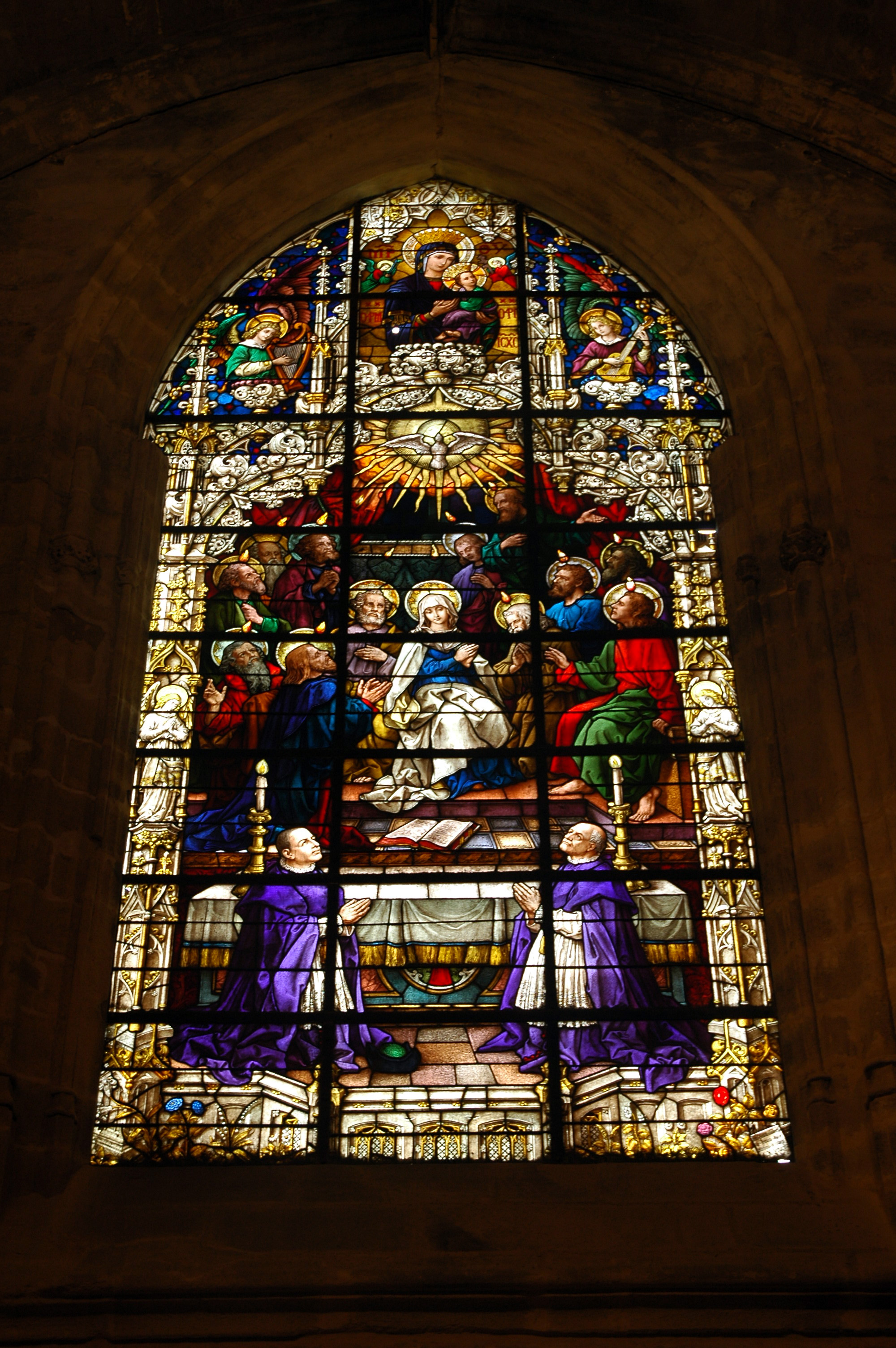
زجاج ملون مريم العذراء

عمدة ريتابلو، من الكاتدرائية منحوتة فرانثيسكو ساباتيني، ومكرسة لعذراء السلام. وهي مزينة بقديسين سيغوفيين فروتوس وجيروتو وفالنتين وإنغراسيا. الجوقة لديها مقاعد القوطية.

## الصحن الشمالي
- أندراوس
- غريغوري الأول
- الحبل بلا دنس

## الصحن الجنوبي
- كابيلا ديل كريستو ديل كونسويلو

## مراسم الدفن
- كريسنتيوس روما
- القديس فروكتوس (د 715)، وإخوته القديس فالنتين (فالنتين) والقديس إنغراتيا (إنغراسيا).

## وصلات خارجية
- الموقع الرسمي